# Tendinopatia
Per tendinopatia si intende una patologia dei tendini.
Tendinopatie sono:
- entesopatia, cioè patologia del punto d'inserzione del tendine.
- peritendinite, infiammazione della guaina che avvolge il tendine.
- tendinosi, degenerazione del tendine.
- rottura di tendine
- tenosinovite, infiammazione della borsa tendinea.